# بیوچار
Biochar (تلفظ بیوچار) که در زبان فارسی مطابق تصویب و ابلاغ فرهنگستان زبان و ادب فارسی به شماره 1120/63 به آن زغال زیستی گفته و بیان می شود(که با پیگیری های آقای مهندس محمد مجیدی کوه بنانی کاشف تنها معدن بیوچار طبیعی جهان در کشور ایران به انجام رسیده است.)گرماکافت شده درختان و گیاهان می باشد ،  برای استفاده ارگانیک، در خاک و بسیاری موارد دیگر در نظر گرفته شده است. این بقایای گرماکافت شده که نوع طبیعی آن تنها در کوهبنان کشور ایران یافت شده است متشکل از کربن و خاکستر است و نوع کوهبنان آن بسیار متفاوت و شگفت انگیز هست. که پس از گرما کافت در اثر حرارت زیست توده باقی مانده است و شکلی از پیرولیز چوب و گیاهان است. بیوچار بدلیل خواص منحصر بفرد خود استریل هست چه نوع طبیعی (کوهبنان)و چه انواع صنعتی تهیه شونده از مواد طبیعی مانند چوب درختان و سایر اجزای گیاهان. ولی بیوچار زغال به معنای عمومی زغال منقل  نیست و با آن متفاوت هست.
یک توده بزرگ بیوچار می‌تواند حاک را به نحو مطلوبی اصلاح کند. بیوچار صنعتی تا حد اشباع خود میتواند نسبت به اصلاح خاک اقدام نماید . و فقط بیوچار طبیعی معدنی کوهبنان کرمان در کشور ایران هست که ظرفیت های بسیار بالا برای سالهای زیاد را پوشش می دهد. مخلوط بیوچار برای استفاده در خاک آماده استBiochar توسط ابتکار بین المللی Biochar صنعتی برگرفته و تهیه شده از مواد طبیعی معاصربه عنوان "مواد جامد به دست آمده از تبدیل ترموشیمیایی به سرعت و روند صنعتی زیست توده در محیطی با اکسیژن محدود" تعریف شده است.در حالیکه بیوچار طبیعی معدنی کوهبنان که تنها معدن بیوچار طبیعی جهان هست به آرامی طی ۶۵۰ میلیون سال تشکیل شده است. 
بیوچار عمدتاً در خاک‌ها برای افزایش تهویه خاک، کاهش انتشار گازهای گلخانه‌ای خاک، کاهش شستشوی مواد مغذی و کاهش اسیدیته خاک استفاده می شود  و می تواند محتوای آب خاک را در خاک های درشت افزایش دهد. کاربرد بیوچار ممکن است حاصلخیزی خاک و بهره وری کشاورزی را افزایش دهد. اصلاح‌کننده‌های خاک بیوچار، زمانی که با نرخ‌های بیش از حد یا با نوع خاک و ترکیبات خوراک بیوچار نامناسب اعمال شوند، همچنین پتانسیل اثرات منفی از جمله آسیب رساندن به زیست‌های خاک، کاهش محتوای آب موجود، تغییر pH خاک و افزایش شوری را دارند.طی انجام آزمون های عملی میدانی 28 ساله آقای مهندس مجیدی(محافظ افتخاری طبیعت) در کرمان در کشور ایران فواید بسیار دیگری پدیدار شده که می توانید از ایشان اطلاعات را جویا شوید https://ble.ir/kood1 و    https://sites.google.com/view/biochar2025/home   تشکر از دقت نظر شما عزیزان و متخصصین.  

## تاریخچه
بیوچار از ادغام دو واژه‌ی “بیومس” (به انگلیسی: biomass) به معنای زیست توده و “چارکول” (به انگلیسی: charcoal) به معنای زغال، تشکیل شده است.
بیوچار از دو واژه بیو (به انگلیسی: bio) به معنای زیست و چار (به انگلیسی: charcoal) تشکیل شده‌است. این کلمه از قرن بیستم وارد ادبیات علمی جهان شده‌است.که نوع طبیعی معدنی آن با سابقه خوراکی صد ساله در کوهبنان استان کرمان واقع در کشور ایران کشف گردیده است.

## تولید
بیوچار مانند تمامی زغال‌ها زیست‌توده‌ای است که از راه آذرکافت به وجود می‌آید. این نوع زغال می‌تواند سبب ترسیب کربن شود و گازهای گلخانه‌ای را جذب کند. تولید در تنها معدن بیوچار طبیعی جهان که در شهرستان کوهبنان کشور ایران واقع شده است . که از سال 1375 کارهای اولیه شروع شد که توسط آقای مهندس محمد مجیدی کوه‌بنانی(شرکت توانا) به شماره ۳۲۲۸ کشف شده است و سالها تلاش علمی و فنی و سرمایه گذاری علمی روی آن انجام شده . فرآیندهای تولیدی در زمان آفرینش توسط خداوند بزرگ انجام شده و الان پاک ترین ماده چه به لحاظ تولید که محیط زیست را آلوده نمی کند و چه به لحاظ عرضه که با بهترین روشهای علمی و فنی عرضه می گرددو بیوچار طبیعی معدنی کوهبنان کرمان  ماده ای منحصر بفرد هست و دوستدار محیط زیست هست. این معدن با داشتن ۲۲۰ میلیارد تن ذخیره (اگرچه استخراج آن شرایط متفاوتی دارد). می تواند تا یک میلیون تن در ماه سرویس دهی انجام دهد. اقتصادی بودن بیوچار طبیعی معدنی کوهبنان کرمان در اوایل سال 2024 میلادی به تایید و گواهی مراجع علمی بین‌المللی  و داخلی رسیده است. 

## در شیمی
این ماده به علت سرعت تجزیه بسیار کند نسبت به سایر مواد آلی ظرفیت زیادی برای کاهش گازهای گلخانه‌ای از قبیل دی‌اکسید کربن و متان که از ضایعات آزاد می‌شود، دارد و می‌تواند کربن را برای دوره‌های طولانی ذخیره کند. سوختن بیوچار با وجود میزان کم یا عدم وجود اکسیژن انجام می‌شود.
بیوچار به عنوان جاذبی برای حذف یون‌های فلزات سنگین، کادمیوم (II)، مس (II)، سرب (II)، روی (II)، از فاز آبی عمل می‌کند. نیز تحقیقات بسیار گسترده تری با هزینه شخصی توسط کاشف بیوچار طبیعی معدنی کوهبنان کرمان در کشور ایران   آقای مهندس محمد مجیدی کوه بنانی صورت گرفته است و کاربردهایی که تنوع بیشتری را به جهان معرفی نموده اند . 

## در کشاورزی
بیوچار سبب اصلاح خاک شده و حاصلخیزی آن را افزایش می‌دهد. این نوع کود محصولات کشاورزی را افزایش داده و می‌تواند در برابر برخی بیماری‌های گیاهی، از گیاهان محافظت کند.
از مزایای بیوچار، مدیریت ضایعات کشاورزی می‌باشد. گسترش کشاورزی زیستی و نیز آلودگی‌های جوی از سوی دیگر باعث شده‌است تا استفاده از این نوع کود در دنیا روز به روز افزایش پیدا کند. اما در ایران، این ماده آلی تا حدودی ناشناخته باقی مانده‌است. بیوچار به توسعه پایدار کشاورزی، حفظ جنگلهای کهن و منابع آب کمک می‌کند. تنها بیوچارطبیعی معدنی در کل جهان در کشور ایران. در شهرستان کوهبنان استان کرمان  توسط آقای مهندس محمد مجیدی کوهبنانی (شرکت توانا )کشف شده‌است شماره کشف آن 3228 می باشد.این ماده 650 میلیون سال قدمت دارد . که ذخیره قابل توجهی داردو در کشاورزی و کود کشاورزی و خوراک انسان و پزشکی و  خوراک دام و کنترل بیولوژیک آفات و رفع انواع  آلاینده ها و بسیاری موارد دیگرکاربرد دارد  و می‌تواند به کشاورزی، حفظ محیط زیست، توسعه پایدار ارگانیک و سالم‌سازی سبد غذایی و بسیاری موارد دیگر کمک کند.  این ماده که قبلا علامت تجاری انحصاری آن بنام آقای محمد مجیدی کوه بنانی صادر گردیده بوده است.  نشان جغرافیایی آن به شماره 194 به تاریخ  3 / 3/ 1402 با مالکیت 100 درصدی آقای محمد مجیدی کوهبنانی توسط مرکز مالکیت معنوی سازمان ثبت اسناد و املاک کشور ایران صادر گردیده است . این ماده تمام آزمون ها را با موفقیت طی نموده است.این آزمون ها در سطح وسیع واقعی میدانی و درحضورکارشناسان محترم سازمان نظام مهندسی کشاورزی و منابع طبیعی و کارشناسان محترم رسمی انجام پذیرفته است.بدلیل اینکه تنها معدن طبیعی جهان مبتنی بر میکرو ارگانیسم های جامد زنده فعال و مورد تایید و گزارش  کارشناسان رسمی قرار گرفته است می تواند به سراسر جهان ارسال شود و موجب شود طبیعت و انسانها از کیفیت سلامت بالاتری برخوردار شوند.ضمنا بیوچار طبیعی معدنی کوهبنان کرمان  در کشاورزی فضایی هم کاربرد دارد و آزمونهای جامعی در این خصوص توسط متخصصین در کشور ایران انجام پذیرفته است.این ماده هم به صورت مصرف خاکی و هم بصورت محلول پاشی قابل استفاه است . آقای مهندس محمد مجیدی کوه بنانی یک همیار طبیعت و محافظ  افتخاری طبیعت به شماره 01-08-14-03-21320 می باشد. همچنین آقای محمد مجیدی کوه بنانی ارائه دهنده ماده بیوچار طبیعی معدنی کوهبنان کرمان پس از انجام تمام آزمونهای کامل. بسیار پیچیده . و دشوار که مورد تایید قرار گرفت  به طور رسمی طی نامه ای به تمام سازمان های محیط زیست کشور ایران  معرفی گردیده است.آقای مهندس محمد مجیدی کوه بنانی  حتی از نظام روانشناسی  بابت ارتقا سلامت روان کشاورزان لوح تقدیر دریافت کرده است. و آقای محمد مجیدی کوه بنانی که توسط سازمان مدیریت و برنامه ریزی کشور ایران تایید صلاحیت شده است هم اکنون می تواند به همه مردم جهان و دولت ها مشاوره دهدتا با استفاده از ماده منحصر بفرد بیوچار طبیعی معدنی کوهبنان کرمان مشکلات خود را رفع و حل کنند.مردم و دولت ها می توانند در جهت اصلاح خاک . تغذیه برگی گیاهان با محلول پاشی. رفع آلایندگی های زیست محیطی. بر طرف کردن سریع و برگرداندن محیط آلوده با محلول پاشی  . جلوگیری از گرمازدگی و سرما زدگی و کنترل های بیولوژیک آفات بامصرف خاکی و محلول پاشی . جلوگیری و کنترل آتش و اطفا حریق. و به عنوان یکی از بهترین کود جهان  و سایر موارد . از این ماده منحصر بفرد و کاملا ایمن استفاده کنند.بیوچارطبیعی معدنی کوهبنان کرمان به حدی یکنواخت هست که مواد تشکیل دهنده یک گرم بیوچار طبیعی معدنی کوهبنان کرمان و یک کیلوگرم و یک تن و صدتن و هزارتن و حتی ده هزارتن بیوچارطبیعی معدنی کوهبنان کرمان   این ماده منحصربفرد یکدست و یکنواخت می باشد. ضمنا این ماده منحصربفرد یک قرن سابقه خوراکی در خانواده و منطقه آقای مهندس محمد مجیدی کوهبنانی دارد که در دانشگاه   علوم  پزشکی بررسی کرده اند و آزمون های مختلف هم انجام شده و مورد تایید رسمی  دانشگاه علوم پزشکی قرار گرفته  وبرای تولید داروهای مختلف و مفید برای بشریت و تعیین چگونگی ورود به بازار های جهانی در دستورکار بخش خصوصی قرار دارد.نیز در سال 1402 اولین مکاتبات اداری  معرفی این ماده منحصر بفرد به سازمان ملل متحد شروع شده است.ضمنا تمام ژنوم های این ماده ارزشمند که در طی 28 سال(تاکنون) شناسایی شده اند از سراسر جهان جمع آوری و در جای مخصوصی نگهداری می شود . کل ارزش این کار علمی   71000 میلیارد دلار  برآورد می گردد که توسط بخش خصوصی و ادارات مربوطه  در ایران و سایر نقاط جهان جهت بهبود فرآیند بهره برداری از علوم و موارد حاصل شده در حال پیگیری می باشد. 